# Vespa mandarinia japonica
Sous-espèce
Le frelon géant japonais (Vespa mandarinia japonica) est une sous-espèce du frelon géant. Adulte, il atteint une taille d'environ 4 cm pour une envergure d'environ 6 cm. Il possède une grosse tête jaune avec de grands yeux ainsi qu'un thorax brun foncé et un abdomen rayé jaune et brun. En plus de ses deux yeux composés, il possède, entre ces derniers, trois yeux simples au sommet de sa tête.
Comme son nom l'indique, il est endémique aux îles japonaises. Il y est connu sous le nom de ōsuzumebachi (おおすずめばち（大雀蜂、大胡蜂）).

## Risques sanitaires

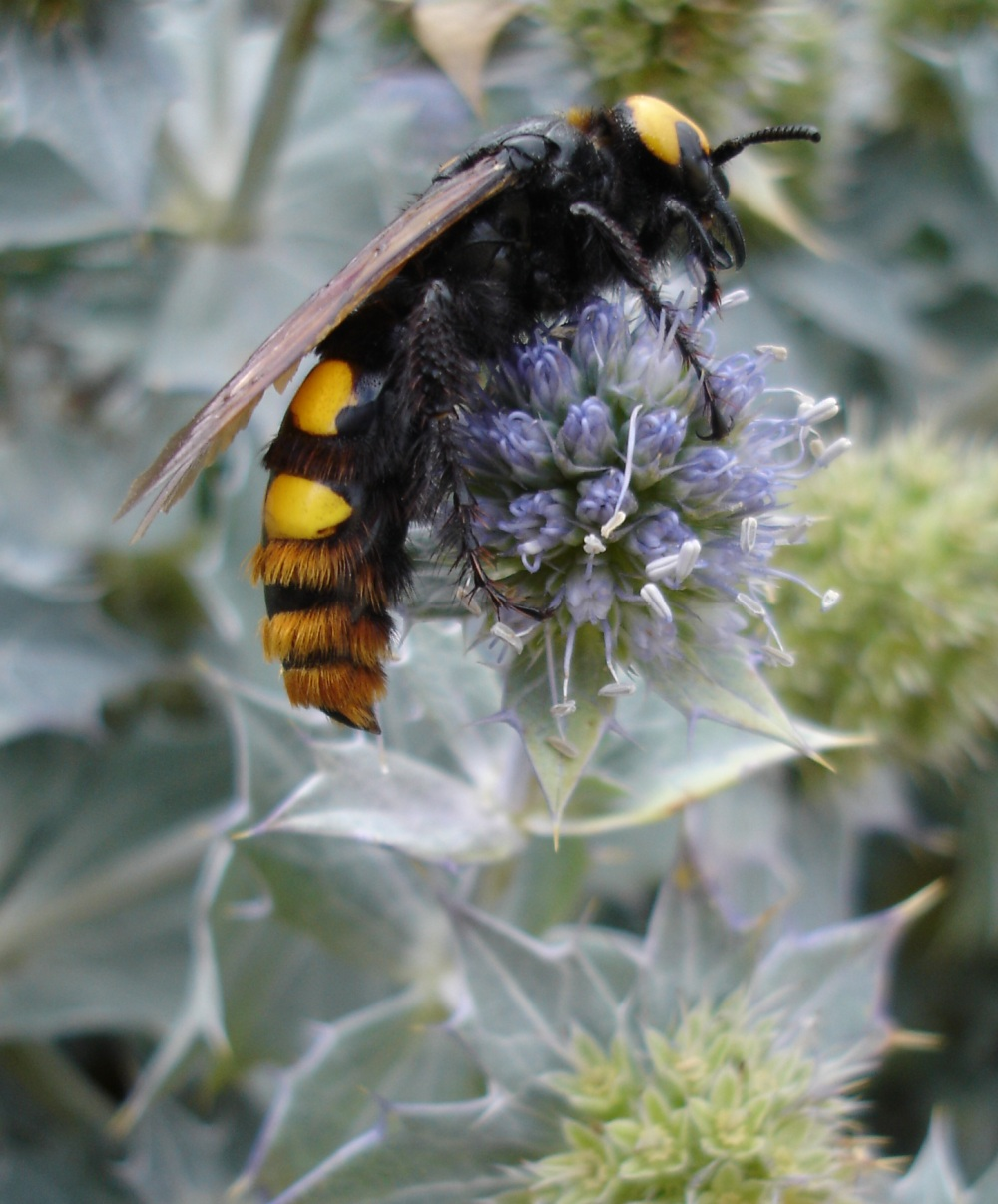
Megascolia maculata, différent du frelon japonais

Le frelon japonais, selon les références locales (Yanagawa et coll. 2007), est d'une agressivité très marquée au Japon. Il provoque chaque année entre 30 et 50 décès soit par allergie individuelle, soit par piqûres multiples causant des atteintes multi viscérales comme l'insuffisance rénale et hépatique, la rhabdomyolyse, la détresse respiratoire ou l'infarctus multiple. Il est difficile d'affirmer si cela est dû à une plus grande toxicité du venin ou à la plus grande quantité de venin injecté à chaque piqûre, vu la taille du frelon.
Malgré quelques observations localisées en été 2005 attestant de sa présence en Provence, le MNHN affirme que l'espèce n'a jamais été identifiée officiellement en France. Il pourrait s'agir en réalité d'un Megascolia maculata flavifrons femelle, hyménoptère autochtone parasite du hanneton qui serait à l'origine de la confusion.